# Goerkovo
Goerkovo (Bulgaars: Гурково) is een stad en een gelijknamige gemeente in de Bulgaarse oblast Stara Zagora. Het is de hoofdstad van de gelijknamige gemeente Goerkovo. Op 31 december 2018 telt de stad Goerkovo 2.723 inwoners, terwijl de gemeente Goerkovo, die naast de stad Goerkovo ook de tien nabijgelegen dorpen omvat, een bevolkingsaantal van 4.987 heeft.